# Tandlianwala
Tandlianwala (en ourdou : تاندلیانوالہ) est une ville pakistanaise, située dans le district de Faisalabad dans le centre de la province du Pendjab. Elle est la capitale du tehsil du même nom.
Tandlianwala est située à environ 45 kilomètres de la capitale du son district, Faisalabad, qui est aussi l'une des plus grandes villes du pays. On trouve aussi Okara à environ 46 kilomètres. Elle est devenue la capitale de son tehsil, nouvellement créé en 1987.
La ville et ses alentours vivent principalement de l’agriculture, et notamment de la canne à sucre.
La population de la ville a été multipliée par trois entre 1972 et 2017 selon les recensements officiels, passant de 16 075 habitants à 47 576. Entre 1998 et 2017, la croissance annuelle moyenne s'affiche à 1,7 %, bien inférieure à la moyenne nationale de 2,4 %. Selon le recensement de 2023, la population de la ville monte à 49 680 habitants.
|            | 1972 (rec.) | 1981 (rec.) | 1998 (rec.) | 2017 (rec.) | 2023 (rec.) |
| ---------- | ----------- | ----------- | ----------- | ----------- | ----------- |
| Population | 16 075      | 24 324      | 34 584      | 47 576      | 49 680      |